# Імміграція в Україну
Імміграція в Україну — прибуття в Україну чи залишення в Україні іноземців та осіб без громадянства на постійне проживання. Станом на 2006 р. в Україні проживало бл. 6,9 млн мігрантів, уродженців інших країн світу.. Таким чином Україна є четвертою країною світу за кількістю мігрантів після США, Німеччини та Росії.
| Період                | Прибулих         | Вибулих          | Міграційний приріст |
| --------------------- | ---------------- | ---------------- | ------------------- |
| Січень—вересень 2020¹ | 312 836          | 305 895          | 6 941               |
| Січень—вересень 2021¹ | 354 833          | 340 879          | 13 954              |
| Різниця               | +41 997 (+13,4%) | +34 984 (+11,4%) | +7 013 (+101%)      |

¹ Без урахування тимчасово окупованої території АР Крим, м. Севастополя та частини тимчасово окупованих територій у Донецькій та Луганській областях.
| Міграційний приріст населення України в 1990—2020¹ році | |
| --- | --- |
| На цьому місці має відображатися графік чи діаграма, однак з технічних причин його відображення наразі вимкнено. Будь ласка, не видаляйте код, який викликає це повідомлення. Розробники вже працюють для того, щоби відновити штатне функціонування цього графіка або діаграми. | |
| ¹ Від 2014 року без урахування тимчасово окупованої території АР Крим, м. Севастополя та частини тимчасово окупованих територій у Донецькій та Луганській областях. | |
| | На цьому місці має відображатися графік чи діаграма, однак з технічних причин його відображення наразі вимкнено. Будь ласка, не видаляйте код, який викликає це повідомлення. Розробники вже працюють для того, щоби відновити штатне функціонування цього графіка або діаграми. |

## Перепис 2001
За результатами перепису 2001 р. в Україні налічувалося 5,2 млн осіб, народжених за її межами, що становило 10,7 % всього населення республіки. Серед мігрантів переважали вихідці з республік СРСР, яких налічувалося понад 4,8 млн, або 10,0 % населення, більшість з яких були уродженцями Росії (3,6 млн осіб, 7,15 % населення).
|                                 | все населення | все населення | міське населення | міське населення | сільське населення | сільське населення |
| уродженці                       | чисельність   | частка        | чисельність      | частка           | чисельність        | частка             |
| ------------------------------- | ------------- | ------------- | ---------------- | ---------------- | ------------------ | ------------------ |
| Держав СНД                      | 4 837 303     | 10,0          | 3 905 692        | 12,1             | 931 611            | 5,8                |
| Азербайджану                    | 90 753        | 0,2           | 7 7008           | 0,2              | 13 745             | 0,1                |
| Білорусі                        | 270 751       | 0,6           | 216 396          | 0,7              | 54 355             | 0,3                |
| Вірменії                        | 52 168        | 0,1           | 38 427           | 0,1              | 13 741             | 0,1                |
| Грузії                          | 71 015        | 0,1           | 58 472           | 0,2              | 12 543             | 0,1                |
| Казахстану                      | 245 072       | 0,5           | 180 650          | 0,6              | 64 422             | 0,4                |
| Киргизстану                     | 29 476        | 0,1           | 22 212           | 0,1              | 7 264              | 0,0                |
| Молдови                         | 165 126       | 0,3           | 93 272           | 0,3              | 71 854             | 0,5                |
| Росії                           | 3 613 240     | 7,5           | 3 059 573        | 9,5              | 553 667            | 3,5                |
| Таджикистану                    | 32 386        | 0,1           | 22 223           | 0,1              | 10 163             | 0,1                |
| Туркменістану                   | 24 926        | 0,1           | 21 066           | 0,1              | 3 860              | 0,0                |
| Узбекистану                     | 242 390       | 0,5           | 116 393          | 0,4              | 125 997            | 0,8                |
| Держав Європи                   | 288 489       | 0,6           | 207 857          | 0,6              | 80 632             | 0,5                |
| Австрії                         | 1 726         | 0,0           | 1 499            | 0,0              | 227                | 0,0                |
| Болгарії                        | 2 062         | 0,0           | 1 794            | 0,0              | 268                | 0,0                |
| Естонії                         | 10 964        | 0,0           | 9 266            | 0,0              | 1 698              | 0,0                |
| Латвії                          | 19 095        | 0,0           | 15 564           | 0,0              | 3 531              | 0,0                |
| Литви                           | 16 012        | 0,0           | 13 858           | 0,0              | 2 154              | 0,0                |
| Німеччини                       | 64 015        | 0,1           | 57 815           | 0,2              | 6 200              | 0,0                |
| Польщі                          | 145 106       | 0,3           | 83 145           | 0,3              | 61 961             | 0,4                |
| Румунії                         | 3 876         | 0,0           | 3 020            | 0,0              | 856                | 0,0                |
| Словаччини                      | 2 148         | 0,0           | 1 442            | 0,0              | 706                | 0,0                |
| Угорщини                        | 11 235        | 0,0           | 10 115           | 0,0              | 1 120              | 0,0                |
| Франції                         | 1 433         | 0,0           | 1 051            | 0,0              | 382                | 0,0                |
| Чехії                           | 7 473         | 0,0           | 6 385            | 0,0              | 1 088              | 0,0                |
| Держав Америки                  | 3 135         | 0,0           | 2 669            | 0,0              | 466                | 0,0                |
| Сполучених Штатів Америки       | 1 040         | 0,0           | 849              | 0,0              | 191                | 0,0                |
| Держав Азії                     | 24 324        | 0,1           | 23 113           | 0,1              | 1 211              | 0,0                |
| Афганістану                     | 1 111         | 0,0           | 1 060            | 0,0              | 51                 | 0,0                |
| В'єтнаму                        | 3 399         | 0,0           | 3 385            | 0,0              | 14                 | 0,0                |
| Індії                           | 1 232         | 0,0           | 1 220            | 0,0              | 12                 | 0,0                |
| Китаю                           | 5 015         | 0,0           | 4 763            | 0,0              | 252                | 0,0                |
| Монголії                        | 4 413         | 0,0           | 4 091            | 0,0              | 322                | 0,0                |
| Сирійської Арабської Республіки | 1352          | 0,0           | 1 317            | 0,0              | 35                 | 0,0                |
| Держав Африки                   | 2 708         | 0,0           | 2 638            | 0,0              | 70                 | 0,0                |
| Держав Австралії, Океанії       | 281           | 0,0           | 263              | 0,0              | 18                 | 0,0                |

## Перепис 1989
За даними перепису 1989 р. в Україні налічувалося 7,1 млн мігрантів (населення, народженого за її межами), що становило бл. 13,8 % всього населення республіки. Серед мігрантів переважали вихідці з республік СРСР, яких налічувалося майже 6,7 млн, або 13,0 % населення, більшість з яких були уродженцями Російської РФСР (5,2 млн осіб, 10,1 % населення).
Чисельність населення УРСР, що народилося за її межами, за місцем народження за результатами перепису 1989 р.:
- Російська РФСР — 5 211 922
- Білоруська РСР — 419 031
- Казахська РСР — 343 730
- Молдавська РСР — 186 983
- Узбецька РСР — 137 095
- Азербайджанська РСР — 84 629
- Грузинська РСР — 79 571
- Киргизька РСР — 38 745
- Вірменська РСР — 36 498
- Таджицька РСР — 36 207
- Туркменська РСР — 32 406
- Литовська РСР — 26 258
- Латвійська РСР — 20 965
- Естонська РСР — 10 994

Уродженцями інших країн були бл. 400 тис. мешканців УРСР, з них більше половини становили уродженці Польщі.
| регіон            | кількість мігрантів | частка мігрантів у населенні |
| ----------------- | ------------------- | ---------------------------- |
| Кримська          | 895 347             | 36,52 %                      |
| Донецька          | 1 151 437           | 21,58 %                      |
| Луганська         | 600 107             | 20,92 %                      |
| Харківська        | 578 404             | 18,12 %                      |
| Одеська           | 466 546             | 17,58 %                      |
| Запорізька        | 358 569             | 17,18 %                      |
| Дніпропетровська  | 654 152             | 16,81 %                      |
| м. Київ           | 406 684             | 15,67 %                      |
| Миколаївська      | 202 719             | 15,14 %                      |
| Херсонська        | 188 306             | 15,13 %                      |
| Львівська         | 337 384             | 11,99 %                      |
| Кіровоградська    | 136 106             | 11,01 %                      |
| Полтавська        | 181 096             | 10,32 %                      |
| Київська          | 195 787             | 10,05 %                      |
| Черкаська         | 153 436             | 10,01 %                      |
| Тернопільська     | 116 939             | 9,68 %                       |
| Сумська           | 138 432             | 9,67 %                       |
| Волинська         | 103 501             | 9,52 %                       |
| Рівненська        | 96 620              | 8,14 %                       |
| Чернігівська      | 105 616             | 7,44 %                       |
| Житомирська       | 109 957             | 7,12 %                       |
| Івано-Франківська | 86 943              | 6,09 %                       |
| Хмельницька       | 92 730              | 6,06 %                       |
| Чернівецька       | 56 580              | 6,00 %                       |
| Вінницька         | 106 453             | 5,52 %                       |
| Закарпатська      | 54 919              | 4,38 %                       |